# Movimento Popular da Revolução
O Movimento Popular da Revolução (em francês:  Mouvement Populaire de la Révolution, abr. MPR) foi o partido político governante no Zaire (conhecido durante parte de sua existência como República Democrática do Congo). Durante a maior parte de sua existência, foi o único partido legalmente permitido no país. Foi fundada por Joseph-Désiré Mobutu (mais tarde Mobutu Sese Seko) em 20 de maio de 1967.

## Ideologia
A ideologia oficial do MPR, tal como estabelecida no Manifesto de N'sele em Maio de 1967, incorporava o "nacionalismo", a "revolução" e a "autenticidade". A revolução foi descrita como uma “revolução verdadeiramente nacional, essencialmente pragmática”, que exigia “o repúdio tanto do capitalismo como do comunismo”.  Um dos slogans do MPR era “Nem esquerda nem direita”, ao qual seria acrescentado “nem mesmo centro” em anos posteriores.  No entanto, os historiadores consideram que o regime de Mobutu é de direita   e há evidências de liberalização econômica durante o governo de Mobutu, quando ele nomeou Léon Kengo wa Dondo, um proeminente defensor da reforma do mercado livre, como primeiro-ministro. Alguns historiadores, como Michel Ugarte e Max Liniger-Goumaz, argumentam que o Zaire de Mobutu fazia parte de um fenômeno denominado "fascismo tropical" devido ao seu autoritarismo, anticomunismo e retórica da Terceira posição. 

## Período unipartidário

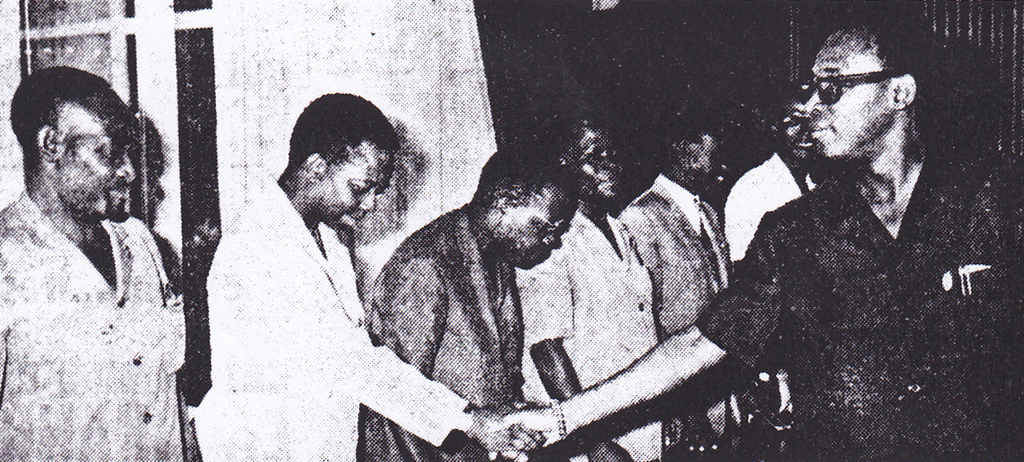
Mobutu cumprimenta membros do Politburo do MPR perto do Monte Stanley, 18 de dezembro de 1970.

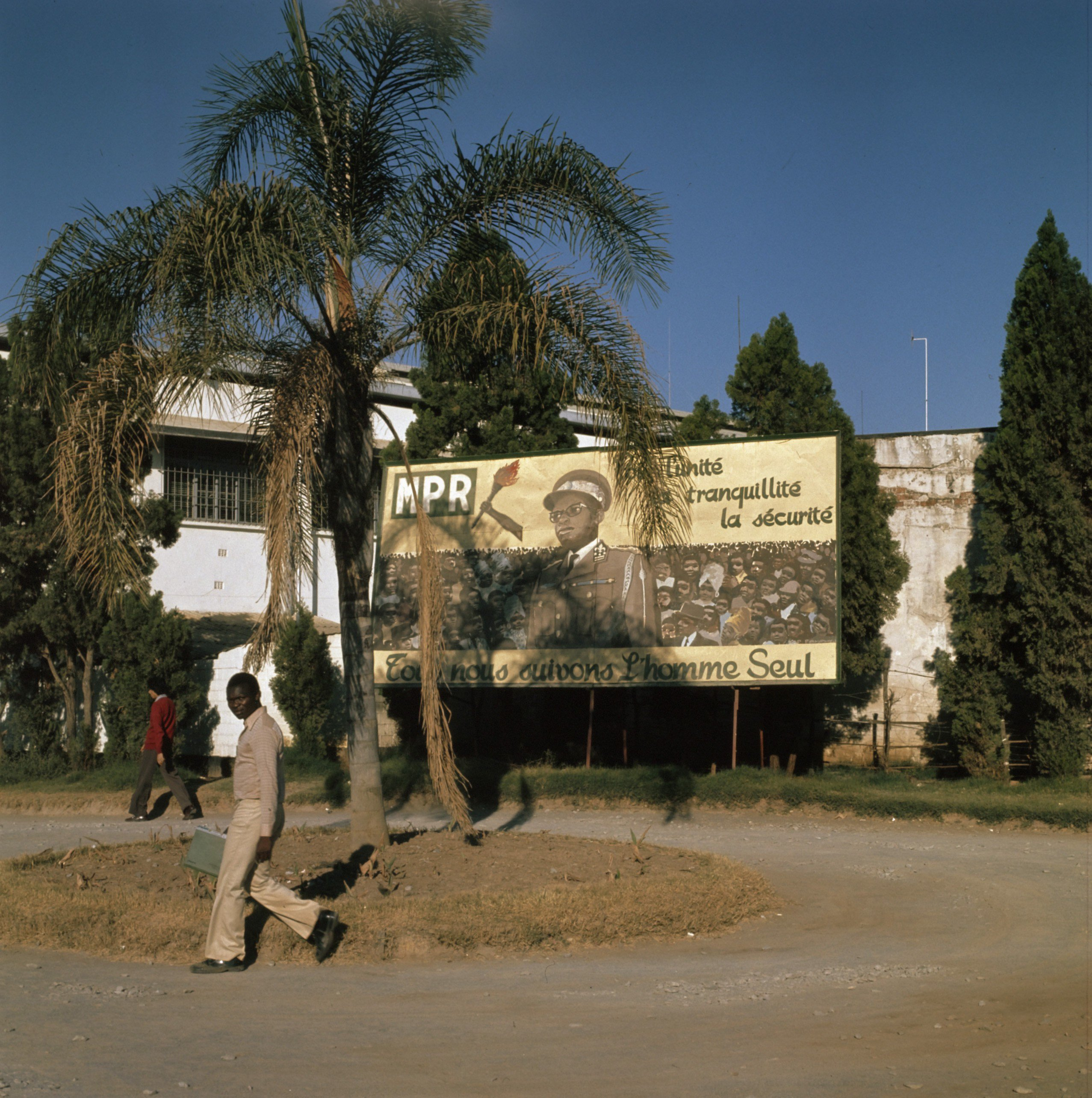
Cartaz de propaganda do MPR em Quinxassa, 16 de agosto de 1973.

Desde a sua formação em 1967 até 1990, o MPR foi de facto o único partido legal no país. A constituição de 1967 permitiu explicitamente a existência de dois partidos.  No entanto, o MPR foi o único partido autorizado a nomear candidatos nas eleições presidenciais e parlamentares realizadas em Novembro de 1970. Um mês depois, em 23 de dezembro, a constituição foi alterada para declarar formalmente o MPR como o único partido legalmente permitido.  
A constituição de 1974 consagrou o estatuto do MPR como a vanguarda da nação. Afirmou que “existe uma única instituição, o MPR, encarnada pelo seu Presidente”, que o “Presidente do MPR é ex officio Presidente da República, e detém a plenitude do exercício do poder”, e que o “Mobutismo” era constitucional. Todos os cidadãos do Zaire tornaram-se membros do MPR ao nascer.  Com efeito, o governo era uma correia de transmissão do MPR.
O MPR elegeu o seu presidente a cada sete anos na sua convenção nacional (cinco anos antes de 1978). Naquela época, o presidente do MPR foi automaticamente indicado como candidato único para um mandato de sete anos como presidente da república; ele foi confirmado no cargo por um referendo nacional. Mobutu foi eleito presidente sem oposição três vezes ao abrigo deste sistema, com números oficiais mostrando um implausível 98 por cento ou mais dos eleitores aprovando a sua candidatura contra um máximo de 1,8 por cento que votaram "não", votaram em branco ou estragaram os seus boletins de voto. A cada cinco anos, uma única lista de candidatos do MPR era devolvida à legislatura, com apoio unânime ou quase unânime. Todos estes candidatos foram efetivamente escolhidos a dedo por Mobutu.
Em 1975, as eleições formais foram totalmente dispensadas. Em vez disso, a lista MPR foi aprovada por aclamação; os candidatos foram simplesmente levados aos estádios e outros locais públicos e aplaudidos pelo público.
Para todos os efeitos, o MPR e o governo eram um só. Isto deu efetivamente a Mobutu o controlo político completo sobre o país.

## Período multipartidário

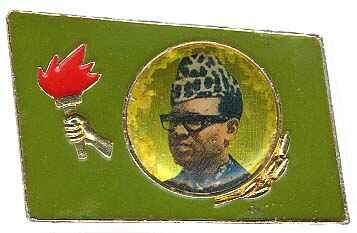
Distintivo de partido do MPR, c. 1990

O sistema de partido único durou até 24 de abril de 1990, data da proclamação da Terceira República. Nessa data, Mobutu disse que seriam permitidos três partidos políticos. As facções “moderadas” e “linha dura” do MPR formariam partidos separados, enquanto o terceiro partido seria a União para a Democracia e o Progresso Social (UDPS).  No novo sistema multipartidário, Mobutu disse que estaria acima dos partidos políticos e, consequentemente, renunciou ao cargo de presidente do MPR na mesma data, embora tenha novamente aceitado o cargo de presidente do partido um ano depois, em 21 de abril de 1991. 
O partido não tinha nenhuma ideologia real além do apoio a Mobutu. Como tal, desapareceu rapidamente quando Mobutu foi deposto por Laurent-Désiré Kabila em 1997, durante a Primeira Guerra do Congo. Nzanga Mobutu, filho de Mobutu Sese Seko, é o presidente da União dos Democratas Mobutuistas (UDEMO), um partido político mobutista no parlamento.

## Histórico eleitoral

### Eleições presidenciais
| Eleição | Candidato do partido | Votos      | %     | Resultado |
| ------- | -------------------- | ---------- | ----- | --------- |
| 1970    | Mobutu Sese Seko     | 10.131.669 | 100%  | Eleito    |
| 1977    | Mobutu Sese Seko     | 10.693.804 | 98,2% | Eleito    |
| 1984    | Mobutu Sese Seko     | 14.885.997 | 99,1% | Eleito    |

### Eleições parlamentares
| Eleição | Líder de partido | Votos                  | %                      | Assentos  | +/– | Posição | Resultado                |
| ------- | ---------------- | ---------------------- | ---------------------- | --------- | --- | ------- | ------------------------ |
| 1970    | Mobutu Sese Seko | 9.691.132              | 99%                    | 420 / 420 | 420 | 1º      | Único partido legalizado |
| 1975    | Mobutu Sese Seko | Aprovado por aclamação | Aprovado por aclamação | 244 / 244 | 176 | 1º      | Único partido legalizado |
| 1977    | Mobutu Sese Seko | 10.180.685             | 100%                   | 289 / 289 | 45  | 1º      | Único partido legalizado |
| 1982    | Mobutu Sese Seko |                        |                        | 310 / 310 | 21  | 1º      | Único partido legalizado |
| 1987    | Mobutu Sese Seko |                        |                        | 210 / 210 | 100 | 1º      | Único partido legalizado |